# Titeuf
Titeuf er en fransk-schweizisk tegnefilm som er baseret på tegneserien af samme navn.

## Danske stemmer
- Annette Heick
- Mille Lehfeldt
- Julie Lund